# Corynoptera subtrivialis
Corynoptera subtrivialis är en tvåvingeart som först beskrevs av Franklin William Pettey 1918.  Corynoptera subtrivialis ingår i släktet Corynoptera och familjen sorgmyggor.
Artens utbredningsområde är Kalifornien. Inga underarter finns listade i Catalogue of Life.